# Belmont (Austrália Ocidental)
Belmont é uma subúrbio de Perth, a capital da Austrália Ocidental. A cidade cobre uma área de 4,4 quilômetro quadrado e tem uma população de cerca de 6.959 (2021).